# العلاقات البريطانية الكينية
العلاقات البريطانية الكينية هي العلاقات الثنائية التي تجمع بين المملكة المتحدة وكينيا.

## مقارنة بين البلدين
هذه مقارنة عامة ومرجعية للدولتين:
| وجه المقارنة                                              | المملكة المتحدة                 | كينيا                         |
| --------------------------------------------------------- | ------------------------------- | ----------------------------- |
| المساحة (كم2)                                             | 242.50 ألف                      | 581.31 ألف                    |
| عدد السكان (نسمة)                                         | 66.02 مليون                     | 48.47 مليون                   |
| الكثافة السكانية (ن./كم²)                                 | 272.25                          | 83.38                         |
| العاصمة                                                   | لندن                            | نيروبي                        |
| اللغة الرسمية                                             | لغة إنجليزية، اللغة الويلزية    | اللغة السواحلية، لغة إنجليزية |
| العملة                                                    | جنيه إسترليني                   | شيلينغ كيني                   |
| الناتج المحلي الإجمالي (بليون دولار)                      | 2.62 تريليون                    | 74.94 مليار                   |
| الناتج المحلي الإجمالي (تعادل القوة الشرائية) بليون دولار | 2.72 تريليون                    | 142.24 مليار                  |
| الناتج المحلي الإجمالي الاسمي للفرد دولار أمريكي          | 43.88 ألف                       | 1.38 ألف                      |
| الناتج المحلي الإجمالي للفرد دولار أمريكي                 | 40.23 ألف                       | 2.95 ألف                      |
| مؤشر التنمية البشرية                                      | 0.907                           | 0.548                         |
| رمز المكالمات الدولي                                      | +44                             | +254                          |
| رمز الإنترنت                                              | .uk، .gb                        | .ke                           |
| المنطقة الزمنية                                           | توقيت غرينيتش، توقيت غرب أوروبا | ت ع م+03:00                   |

## مدن متوأمة
في ما يلي قائمة باتفاقيات التوأمة بين مدن بريطانية وكينية:
- ترتبط شلتنهام مع كينيا باتفاقية توأمة منذ 1956.

## منظمات دولية مشتركة
يشترك البلدان في عضوية مجموعة من المنظمات الدولية، منها:
| علم المنظمة | اسم المنظمة                               | تاريخ انضمام المملكة المتحدة | تاريخ انضمام كينيا |
| ----------- | ----------------------------------------- | ---------------------------- | ------------------ |
|             | منظمة التجارة العالمية                    | 1995                         | 1995               |
|             | الاتحاد الدولي للاتصالات                  | 24 فبراير 1871               | 11 أبريل 1964      |
|             | دول الكومنولث                             | 11 ديسمبر 1931               | 12 ديسمبر 1963     |
|             | المركز الدولي لتسوية المنازعات الاستشارية | 18 يناير 1967                | 2 فبراير 1967      |
|             | مؤسسة التنمية الدولية                     | 24 سبتمبر 1960               | 3 فبراير 1964      |
|             | منظمة حظر الأسلحة الكيميائية              | ?                            | ?                  |
|             | يونسكو                                    | 4 نوفمبر 1946                | 7 أبريل 1964       |
|             | الأمم المتحدة                             | 24 أكتوبر 1945               | 16 ديسمبر 1963     |
|             | وكالة ضمان الاستثمار متعدد الأطراف        | 12 أبريل 1988                | 28 نوفمبر 1988     |
|             | البنك الدولي للإنشاء والتعمير             | 27 ديسمبر 1945               | 3 فبراير 1964      |
|             | البنك الإفريقي للتنمية                    | ?                            | ?                  |
|             | الاتحاد البريدي العالمي                   | ?                            | ?                  |
|             | مؤسسة التمويل الدولية                     | 20 يوليو 1956                | 3 فبراير 1964      |
|             | منظمة الشرطة الجنائية الدولية             | ?                            | ?                  |
|             | الفريق المعني برصد الأرض                  | ?                            | ?                  |

## أعلام
هذه قائمة لبعض الشخصيات التي تربطها علاقات بالبلدين:
- بروس ماكنزي (سياسي كيني، 1919 – 24 مايو 1978)
- جوان روت (مصوّرة سينمائية كينية، 25 مارس 1936 – 13 يناير 2006)
- قاسم عمر (لاعب كركيت كيني، 9 فبراير 1957 – )
- كريس فروم (دراج بريطاني، 20 مايو 1985[23] – )
- كينيون بيض
- ميري ليكي (6 فبراير 1913[24][25][26] – 9 ديسمبر 1996[24][25][26])

## وصلات خارجية
- موقع وزارة الخارجية البريطانية
- موقع وزارة الخارجية الكينية